# Rei Umeki
Rei Umeki (japanisch 梅木 怜 Umeki Rei; * 25. August 2005 in der Präfektur Wakayama) ist ein japanischer Fußballspieler.

## Karriere
Rei Umeki erlernte das Fußballspielen in der Jugendmannschaft des Milagroso Kainan SC sowie in der Schulmannschaft der Teikyo High School. Seinen ersten Vertrag unterschrieb er am 1. Februar 2024 beim FC Imabari. Der Verein aus Imabari spielte in der dritten Liga, der J3 League. In seiner ersten Profisaison bestritt er 19 Ligaspiele. Hierbei erzielte er zwei Tore. Am Ende der Saison 2024 wurde er mit Imabari Vizemeister der dritten Liga und stieg somit in die zweite Liga auf. 

## Erfolge
FC Imabari
- Japanischer Drittligavizemeister: 2024  ▲